# Rogers City
Rogers City település az Amerikai Egyesült Államok Michigan államában, Presque Isle megyében, melynek megyeszékhelye is. Lakosainak száma 2850 fő (2020. április 1.).

## Népesség
A település népességének változása:

| 2010 | 2 827 |
| 2020 | 2 850 |